# Liturgikus dráma
A liturgikus dráma vagy vallásos dráma a keresztény misékből ered. Általában egy viszonylag összetett rituálét jelenít meg, mely tartalmaz teátrális, színházi elemeket. A késő Középkorig a liturgikus dráma volt a legkedveltebb tradíció, ebből nőtte ki magát a polgári misztériumi játék is, illetve ennek következtében alakultak meg a szegényesen támogatott vándortársulatok is.
A fennmaradt liturgikus drámák szövegének száma alacsony. A katolikus egyház a korai századokban tiltotta a híveknek a dekadens pogány, féktelen előadások látogatását. Ám ezek az "immorális" előadások eltűntek, az egyház támogatni kezdte a színjátszást, kialakított magának olyan darabokat, melyek morálisak, nevelő célzatúak és  az istenfélelmet hangsúlyozzák. A fontosabb ünnepeken, mint karácsony vagy húsvét, megszakították a mise menetét és a papok előadták, eljátszották a textust.
A liturgikus drámák szövege rövid és tömör, akárcsak a  Quem quaeritis? , az angyal és a három Mária közjátéka, ami a húsvéti liturgia része volt a X. században, mint egy új formája a liturgikus ceremóniának. Lassan dramatizálni kezdték a napi evangélium szövegeit; latin nyelven, prózában hangzottak el ezek. A latin nyelv mellett a drámákban lassan megjelent a nemzeti nyelv is, először a francia, a XII. században. A tíz szűz példázatából formálták át a parabola szövegét, így nőtte drámává magát, ahol a nők úgy tartották meg a szüzességüket, hogy kék köveket ettek, így váltak érdektelenné a férfiakkal szemben. A mű a Bölcs szüzek címet viseli, így válik többé, mint a példázat nyers szövege. A kórus a latin nyelvet használja, azonban Krisztus és a szüzek a latin mellett a franciát is, míg az angyal csak franciául beszél. A latin nyelv lassan teljesen kiszorult, így a drámák kezdtek individualizálódni, kikerültek a templomból és többé nem tartoztak hozzá a liturgiához, de megtartották vallásos karakterüket. A liturgikus dráma fejlődése kiteljesedett a XII. századra, az országnyelvek használata lehetővé tette a dráma fejlődését nemzeti vonalakon.